# Colegio Canisio de Berlín
El Colegio Canisio de Berlín (Canisius-Kolleg Berlin en idioma alemán) es un centro de educación secundaria mixto, privado y católico, ubicado en Berlín, la capital de Alemania, que es dirigida por la Compañía de Jesús.
El colegio lleva el nombre de San Pedro Canisio. Se le reconoce como uno de los colegios más prestigiosos de Berlín. El colegio está situado en una zona céntrica, pero también muy tranquila, al lado del parque Tiergarten. Está rodeado de muchas embajadas como las de Japón y Arabia Saudita, y de sedes de otras organizaciones políticas y económicas, como las sedes de la CDU y de KPMG.